# Eutelia approximata
Eutelia approximata is een vlinder uit de familie van de Euteliidae. De wetenschappelijke naam van de soort is voor het eerst geldig gepubliceerd in 1864 door Walker, [1863.